# De värdelösa
De värdelösa (finska: Arvottomat) är en finländsk dramafilm från 1982 i regi av Mika Kaurismäki, med Matti Pellonpää, Pirkko Hämäläinen och Juuso Hirvikangas i huvudrollerna. Den handlar om en man som är jagad av en gangsterledare och som tillsammans med några vänner försöker komma över en tavla som kan köpa honom fri. Filmen fick Jussistatyetten för bästa regi.

## Medverkande
- Matti Pellonpää som Manne
- Pirkko Hämäläinen som Veera
- Juuso Hirvikangas som Harri
- Esko Nikkari som Hagström
- Jorma Markkula som Mitja
- Asmo Hurula som Väyry
- Ari Piispa som Vasili
- Aki Kaurismäki som Ville
- Aino Seppo som Tiina
- Pehr-Olof Sirén som tavelsäljaren